# Europaspiele 2023/Karate
Bei den Europaspielen 2023 wurden zwölf Wettbewerbe im Karate ausgetragen, davon jeweils sechs bei Frauen und Männern.

## Bilanz

### Medaillenspiegel
| Platz  | Land          | Gold | Silber | Bronze | Gesamt |
| ------ | ------------- | ---- | ------ | ------ | ------ |
| 1      | Ukraine       | 2    | 1      | 1      | 4      |
| 2      | Aserbaidschan | 2    | —      | 1      | 3      |
| 2      | Spanien       | 2    | —      | 1      | 3      |
| 4      | Deutschland   | 2    | —      | —      | 2      |
| 5      | Türkei        | 1    | 1      | 4      | 6      |
| 6      | Albanien      | 1    | —      | —      | 1      |
| 6      | Kroatien      | 1    | —      | —      | 1      |
| 6      | Österreich    | 1    | —      | —      | 1      |
| 9      | Italien       | —    | 3      | 4      | 7      |
| 10     | Griechenland  | —    | 2      | 2      | 4      |
| 11     | Frankreich    | —    | 1      | 1      | 2      |
| 11     | Schweiz       | —    | 1      | 1      | 2      |
| 13     | Bulgarien     | —    | 1      | —      | 1      |
| 13     | Niederlande   | —    | 1      | —      | 1      |
| 15     | Polen         | —    | —      | 2      | 2      |
| 16     | Armenien      | —    | —      | 1      | 1      |
| 16     | Belgien       | —    | —      | 1      | 1      |
| 16     | Georgien      | —    | —      | 1      | 1      |
| 16     | Luxemburg     | —    | —      | 1      | 1      |
| 16     | Portugal      | —    | —      | 1      | 1      |
| 16     | Rumänien      | —    | —      | 1      | 1      |
| 16     | Zypern        | —    | —      | 1      | 1      |
| Gesamt | Gesamt        | 12   | 11     | 24     | 47     |

### Medaillengewinner
Männer
| Disziplin         | Gold                   | Silber                        | Bronze                                       |
| ----------------- | ---------------------- | ----------------------------- | -------------------------------------------- |
| Kata              | Damián Quintero (ESP)  | Ali Sofuoğlu (TUR)            | Yuki Ujihara (SUI) Mattia Busato (ITA)       |
| Kumite bis 60 kg  | Eray Şamdan (TUR)      | Christos-Stefanos Xenos (GRE) | Nikita Filipow (UKR) Angelo Crescenzo (ITA)  |
| Kumite bis 67 kg  | Tural Ağalarzadə (AZE) | Dionysios Xenos (GRE)         | Ştefan Comănescu (ROU) Miłosz Sabiecki (POL) |
| Kumite bis 75 kg  | Andrij Saplitnyj (UKR) | Daniele De Vivo (ITA)         | Erman Eltemur (TUR) Quentin Mahauden (BEL)   |
| Kumite bis 84 kg  | Alvin Karaqi (ALB)     | Brian Timmermans (NED)        | Michał Bąbos (POL) Michele Martina (ITA)     |
| Kumite über 84 kg | Anđelo Kvesić (CRO)    | vakant                        | Asiman Qurbanlı (AZE) Gogita Arkania (GEO)   |

Frauen
| Disziplin         | Gold                      | Silber                 | Bronze                                              |
| ----------------- | ------------------------- | ---------------------- | --------------------------------------------------- |
| Kata              | Paola García (ESP)        | Helvétia Taily (FRA)   | Georgina Xenou (GRE) Ana Cruz (POR)                 |
| Kumite bis 50 kg  | Bettina Plank (AUT)       | Erminia Perfetto (ITA) | Irene Kontou (CYP) Serap Özçelik Arapoğlu (TUR)     |
| Kumite bis 55 kg  | Anschelika Terljuha (UKR) | Iwet Goranowa (BUL)    | Jennifer Warling (LUX) Tuba Yakan (TUR)             |
| Kumite bis 61 kg  | Reem Khamis (GER)         | Anita Serjohina (UKR)  | Alessandra Mangiacapra (ITA) Gülbahar Gözütok (TUR) |
| Kumite bis 68 kg  | Irina Zaretska (AZE)      | Elena Quirici (SUI)    | Anita Makjan (ARM) Alizée Agier (FRA)               |
| Kumite über 68 kg | Johanna Kneer (GER)       | Clio Ferracuti (ITA)   | Kyriaki Kydonaki (GRE) María Torres (ESP)           |